# ان‌جی‌سی ۲۵۱
ان‌جی‌سی ۲۵۱ (انگلیسی: NGC 251) نام یک کهکشان مارپیچی در صورت فلکی ماهی است.